# اختفاء كونان إيدوغاوا ~أسوأ يومين في التاريخ~
اختفاء كونان إيدوجاوا ~أسوأ يومين في التاريخ~ (江戸川コナン失踪事件～史上最悪の二日間～ Edogawa Conan Shissō Jiken ~Chijō Saiaku no Futsukakan~) هو إصدار خاص من أنمي المحقق كونان مدته ساعتان بمناسبة مرور عشرين عامًا على تسلسل مانغا المحقق كونان، وهو من تأليف كينجي أوچيدا وغوشو أوياما وسيُعرض في شهر ديسمبر من سنة 2014 على قناتي YTV و NTV.

## القصة
تقترح ران على كونان وهيبارا الذهاب إلى الحمام العمومي وهناك يسقط كونان ويفقد الذاكرة . ثم ياخذه الثنائي الإجرامي نانا وتاتسو إضافة إلى القاتل الاسطوري كوندو . و من ثم يبحث البروفيسور اغاسا وهايبرا عن كونان عن طريق نظارات كونان الاحتياطية ولكن تقوم نانا بامر سائق شاحنة ويقام حادث . و في ذلك الوقت يتظاهر كونان بفقدان الذاكرة ويكشف مخطط القنبة التي تستهدف امراة وابناها من الطبقة الثرية . و بعد قتال يحصل بين المجرم وران ينصب كونان كمين للخاطفين ويتم القبض عليهما من قبل الشرطة.

## الشخصيات
| الشخصية        | الوصف                                                                           | الأداء الصوتي     |
| -------------- | ------------------------------------------------------------------------------- | ----------------- |
| كونان إيدوغاوا | الشخصية الرئيسية، سينشي كودو المُحقق الشهير في المرحلة الثانوية بعد أن تقلص جسده | مينامي تاكاياما   |
| سينشي كودو     | كونان إيدوغاوا بجسده الطبيعي                                                    | كابيه ياماغوتشيي  |
| ران موري       | صديقة سينشي المُقرَّبة وابنة المتحري كوغورو موري                                   | واناكا يامازاكي   |
| كوغورو موري    | مُتحرٍّ خاص وله شعبية كبيرة جدًّا                                                    | أكيرا كاميا       |
| هيروشي أغاسا   | عجوز صاحب درجة دكتوراه ومُخترع كبير، وهو الذي اخترع جميع أجهزة كونان إيدوغاوا    | كينئيشي أوغاتا    |
| آي هايبرا      | عالمة سابقة لدى المنظمة السوداء، تقلص جسدها إلى جسد طفلة                        | ميغومي هاياشيبارا |

## الموسيقى
ستقدم الفنانة ماي كوراكي شارة خاصة للإصدار. كثير من أغاني ماي كوراكي كانت قد اختيرت سابقًا كشارات لأنمي المحقق كونان، ومنها إيچيبيوگوتوني لَڤ فور يو (بد23) وREVIVE (بد25) و SUMMER TIME GONE (بد29) و TRY AGAIN (بد35)، وأيضًا Your Best Friend (نهـ40) و كوي ني كوشتيه (نهـ43) والنهاية الحالية؛ مُوتيكِي نا هات (نهـ48). كما قدمت أيضًا شارات الفلم الخامس؛ العد التنازلي إلى الجنة والسابع؛ تقاطع طرق في العاصمة القديمة والثالث عشر؛ المطارد الأسود.
| - بد: شارة بداية | - نهـ: شارة نهاية |

## روابط خارجية
- اختفاء كونان إيدوغاوا ~أسوأ يومين في التاريخ~ على موقع IMDb (الإنجليزية)
- اختفاء كونان إيدوغاوا ~أسوأ يومين في التاريخ~ على موقع قاعدة بيانات الفيلم (الإنجليزية)
- اختفاء كونان إيدوغاوا ~أسوأ يومين في التاريخ~ على موقع ليتربوكسد (الإنجليزية)
- اختفاء كونان إيدوغاوا ~أسوأ يومين في التاريخ~ على موقع كينوبويسك (الروسية)